# East Cass, Minnesota
Xã East Cass (tiếng Anh: East Cass Township) là một xã thuộc quận Cass, tiểu bang Minnesota, Hoa Kỳ. Năm 2010, dân số của xã này là 62 người.